# Hazelton (Dakota Północna)
Hazelton – miasto w Stanach Zjednoczonych, w stanie Dakota Północna, w hrabstwie Emmons.